# Cantonul Saint-Paul-Cap-de-Joux
Cantonul Saint-Paul-Cap-de-Joux este un canton din arondismentul Castres, departamentul Tarn, regiunea Midi-Pyrénées, Franța.

## Comune
- Cabanès
- Damiatte
- Fiac
- Magrin
- Massac-Séran
- Prades
- Pratviel
- Saint-Paul-Cap-de-Joux (reședință)
- Teyssode
- Viterbe